# Felszabadítási emlékmű (Bernières-sur-Mer)
A Bernières-sur-Merben álló felszabadítási emlékmű (angolul Monument Signal) a normandiai partraszállásban résztvevő katonák előtt tiszteleg. A közelében áll a Kanada-ház.
A kőből készült emlékmű alapja háromszögletű, amelyből egy hadihajó felépítményét idéző oszlop emelkedik ki. Alapkövét 1949. június 6-án tették le, majd 1950. november 19-én avatták fel. A part felé közeledő hajóra emlékeztető építmény Yves-Marie Froidevaux építész munkája, ez volt az első darabja annak a tíz emlékműnek, amelyet a partszakaszra terveztek. Az emlékmű felállítását szövetséges hajók roncsainak eladásából fedezték. Az építményen francia és angol nyelvű felirat emlékeztet az 1944. június 6-án partra szálló szövetséges katonák hősiességére.
Bernières-sur-Mer a szövetséges tervezők által Juno partszakasznak nevezett partraszállási zónában feküdt, amelyet a kanadai csapatoknak kellett elfoglalniuk. Az első hullámban a Királynő Saját Lövészei (Queen’s Own Rifles) ezred katonái szálltak partra, őket a 10. Kanadai Páncélosezred és a 48-as Brit Királyi Haditengerész-kommandó támogatta. A kanadai La Chaudière-ezred és más alakultaok a tartalék szerepét töltötték be.